# James Edward Hanauer
James (John) Edward Hanauer (* 1850 in Damaskus; † 15. Juni 1938 in Jerusalem) war ein Autor, Fotograf und Kanoniker der St.-Georgs-Kathedrale (Jerusalem).

## Biografie
Hanauer wurde in Damaskus als Sohn bayerisch-jüdischer und schweizerischer Eltern geboren und in Jaffa (damals osmanisches Syrien) getauft; er zog in jungen Jahren nach Jerusalem. Sein Vater, Christian Wilhelm Hanauer, wurde 1810 in Fellheim, Bayern, geboren, kam jedoch nach Jerusalem und konvertierte im September 1843 durch die London Society vom Judentum zum Christentum. J. E. Hanauer wurde später Leiter derselben Institution, durch die sein Vater konvertiert war.
Hanauer starb am 15. Juni 1938 in seinem Haus in Jerusalem. Anschließend wurde er auf dem protestantischen Friedhof in Jerusalem, dem Friedhof auf dem Berg Zion, beigesetzt.

## Karriere
Hanauer arbeitete bei Charles Warrens Expedition nach Transjordanien als Übersetzer und Assistent des Fotografen, was den Beginn seines Interesses an der Forschung über die Altertümer und Folklore der Region markierte und zu seiner Beteiligung am Palestine Exploration Fund führte. Seine Aufsätze und Korrespondenz wurden nach 1881 im Quarterly Statement dieser britischen Gesellschaft veröffentlicht, die 1904 auch sein Heft Table of the Christian and Mohammedan Eras herausgab. Ihm wurde hochwertiges Fotoequipment zur Verfügung gestellt, um seine Arbeiten zu ergänzen. Einige seiner Fotosammlungen wurden in seinem Werk Walks about Jerusalem von 1910 reproduziert; auch sein Bruder und sein Sohn waren in diesem Bereich aktiv. 1907 wurde sein Buch Folk-lore of the Holy Land: Moslem, Christian and Jewish in London veröffentlicht.

## Schriften
- J.E. Hanauer, Masterman, E.W.G.: The ruin at Khurbet Beit Sawir. In: Quarterly Statement - Palestine Exploration Fund. 33. Jahrgang, Nr. 3, 1901, S. 305–306, doi:10.1179/peq.1901.33.3.305 (englisch, archive.org).
- (pref. 1904): A table of the Christian and the Mohammedan eras from July 15th, A.D. 622, the date of the Hejira, to A.D. 1900
- (1904): Tales told in Palestine
- (1907): Folk-lore of the Holy Land.Moslem, Christian and Jewish
  - Alternative: Folk-lore of the Holy Land.Moslem, Christian and Jewish
- (1910): Walks about Jerusalem